# Pseudocandona marengoensis
Pseudocandona marengoensis är en kräftdjursart som först beskrevs av Walter Klie 1931.  Pseudocandona marengoensis ingår i släktet Pseudocandona och familjen Candonidae. Inga underarter finns listade i Catalogue of Life.